# L'Amour en deux
Pour plus de détails, voir Fiche technique et Distribution.
L'Amour en deux est un film franco-belgo-suisse réalisé par Jean-Claude Gallotta et sorti en 1991.

## Fiche technique
- Titre : L'Amour en deux
- Réalisation : Jean-Claude Gallotta
- Scénario : Claude-Henri Buffard et Jean-Claude Gallotta
- Photographie : Bernard Cavalié
- Décors : Yves Cassagne
- Costumes : Yves Cassagne
- Son : Ricardo Castro
- Montage : Élisabeth Guido
- Musique : Serge Houppin et Henry Torgue
- Production : mk2 films - Société générale de gestion cinématographique - Cab Productions - Saga Film
- Distribution : MK2
- Pays :  France -  Belgique -  Suisse
- Durée : 106 minutes
- Date de sortie : 
  - France : 6 novembre 1991

## Distribution
- Pascal Gravat : Toni
- Laurence Côte : Josefa
- Jean-Pierre Darroussin : Matthias
- Marilyne Canto : Hélène
- Alain Hocine : Malik
- Philippe Chambon : Bruno